# Fuentes de León
Fuentes de León – gmina w Hiszpanii, w prowincji Badajoz, w Estramadurze, o powierzchni 109,86 km². W 2011 roku gmina liczyła 2468 mieszkańców.